# 热雷米·斯特拉维于斯
热雷米·斯特拉维于斯（法語：Jérémy Stravius，1988年7月14日—），法國游泳運動員。他擅長仰泳並且代表法國參加了2013年世界游泳錦標賽。他也參加了2012年倫敦奧運和2016年里約奧運，共收穫一枚金牌和兩枚銀牌。